# Grundsjön (Ströms socken, Jämtland)
Grundsjön är en sjö i Strömsunds kommun i Jämtland och ingår i Ångermanälvens huvudavrinningsområde. Sjön har en area på 0,565 kvadratkilometer och ligger 276,9 meter över havet.

## Delavrinningsområde
Grundsjön ingår i det delavrinningsområde (708746-149927) som SMHI kallar för Utloppet av Stor-Hössjön. Medelhöjden är 308 meter över havet och ytan är 35,76 kvadratkilometer. Räknas de 3 avrinningsområdena uppströms in blir den ackumulerade arean 55,4 kvadratkilometer. Regasjöån (Hössjöån) som avvattnar avrinningsområdet har biflödesordning 4, vilket innebär att vattnet flödar genom totalt 4 vattendrag innan det når havet efter 163 kilometer. Avrinningsområdet består mestadels av skog (56 procent) och sankmarker (30 procent). Avrinningsområdet har 2,15 kvadratkilometer vattenytor vilket ger det en sjöprocent på 6 procent.